# Taranucnus
Taranucnus is een geslacht van spinnen uit de familie hangmatspinnen (Linyphiidae).

## Soorten
De volgende soorten zijn bij het geslacht ingedeeld:
- Taranucnus bihari Fage, 1931
- Taranucnus nishikii Yaginuma, 1972
- Taranucnus ornithes (Barrows, 1940)
- Taranucnus setosus (O. P.-Cambridge, 1863)